# Сумчасті
Сумчасті або торбуни (Marsupialia) — інфраклас ссавців, які виношують потомство в утробі лише кілька тижнів, а надалі доношування відбувається у зовнішній сумці. Більшість сучасних сумчастих поширені в Австралії, два ряди — в Америці.
Викопні сумчастоподібні (Marsupialiformes) істоти виявлені на усіх континентах світу (у тому числі в Європі).
Найбільша відома сумчаста істота — плейстоценовий Diprotodon optatum, він важив ≈ 2800 кг. Сучасні сумчасті різноманітні за розміром — від 4.3 грама для Planigale ingrami до 90 кг для Macropus rufus. Місця проживання сумчастих дуже різноманітні, як і способи життя. Є денні, сутінкові й нічні; солітарні й соціальні; травоїдні, всеїдні й м'ясоїдні сумчасті.

## Походження
Згідно з теорією еволюції, така сумка — одне з рішень проблеми відторгнення плоду організмом матері. На противагу, у майже всіх інших ссавців — включаючи й людину — плід захищає від імунної системи матері плацента, через що цей підклас зветься плацентарним.
У сумчастих ледве розвинутий плід народжується після лише кількох тижнів від моменту зачаття та потрапляє в сумку, де розвивається далі годуючись, як усі ссавці, молоком.
Чому саме цей підклас вижив майже лише в Австралії й Америці, а решту світу «завоювали» плацентарні тварини — точно невідомо.

## Систематика
Упродовж значного періоду зоологічних досліджень сумчастих розглядали як ряд ссавців. Нині класифікація суттєво змінилася у бік її подрібнення. Українські й уніфіковані та типифіковані наукові назви наведено за Загороднюком 2008. Для рядів указано кількість лише сучасних видів:
надряд австралодельфи (Australidelphia)
- ряд дромероподібні (Microbiotheriformes), або мікробіотерії (Microbiotheria) — 1 родина, 1 рід, 3 види
- ряд ноториктоподібні (Notoryctiformes), або сумчасті кроти (Notoryctemorphia) — 1 родина, 1 рід, 2 види
- ряд дазиуроподібні (Dasyuriformes), або кволоподібні, або хижі сумчасті (Dasyuromorphia) — 3 родини, 19 родів, 77 видів
- ряд бандикутоподібні (Perameliformes), або бандикути (Peramelia, Peramelemorphia) — 3 родини, 8 родів, 22 види
- ряд кускусоподібні (Phalangeriformes), або дворізцеві (Diprotodontia) — 11 родин, 41 рід, 150 видів

виділений на противагу австралодельфам надряд америдельфи (Ameridelphia) виявився парафілетичною групою.
- ряд опосумоподібні (Didelphiformes), або опосуми (Didelphimorphia) — 1 родина, 18 родів, 127 видів
- ряд ценолестоподібні (Caenolestiformes), або малогорбкові (Paucituberculata) — 1 родина, 4 роди, 7 видів

|  | ноториктоподібні (Notoryctemorphia)                                                                  |
|  | |
|  | \| \| кволоподібні (Dasyuromorphia) \| \| \| \| \| \| бандикутоподібні (Peramelemorphia) \| \| \| \| |
|  | |
|  | кволоподібні (Dasyuromorphia)                                                                        |
|  | |
|  | бандикутоподібні (Peramelemorphia)                                                                   |
|  | |

|  | кволоподібні (Dasyuromorphia)      |
|  |                                    |
|  | бандикутоподібні (Peramelemorphia) |
|  |                                    |

|  | ноториктоподібні (Notoryctemorphia)                                                                  |
|  | |
|  | \| \| кволоподібні (Dasyuromorphia) \| \| \| \| \| \| бандикутоподібні (Peramelemorphia) \| \| \| \| |
|  | |
|  | кволоподібні (Dasyuromorphia)                                                                        |
|  | |
|  | бандикутоподібні (Peramelemorphia)                                                                   |
|  | |

|  | кволоподібні (Dasyuromorphia)      |
|  |                                    |
|  | бандикутоподібні (Peramelemorphia) |
|  |                                    |

|  | ноториктоподібні (Notoryctemorphia)                                                                  |
|  | |
|  | \| \| кволоподібні (Dasyuromorphia) \| \| \| \| \| \| бандикутоподібні (Peramelemorphia) \| \| \| \| |
|  | |
|  | кволоподібні (Dasyuromorphia)                                                                        |
|  | |
|  | бандикутоподібні (Peramelemorphia)                                                                   |
|  | |

|  | кволоподібні (Dasyuromorphia)      |
|  |                                    |
|  | бандикутоподібні (Peramelemorphia) |
|  |                                    |

|  | ноториктоподібні (Notoryctemorphia)                                                                  |
|  | |
|  | \| \| кволоподібні (Dasyuromorphia) \| \| \| \| \| \| бандикутоподібні (Peramelemorphia) \| \| \| \| |
|  | |
|  | кволоподібні (Dasyuromorphia)                                                                        |
|  | |
|  | бандикутоподібні (Peramelemorphia)                                                                   |
|  | |

|  | кволоподібні (Dasyuromorphia)      |
|  |                                    |
|  | бандикутоподібні (Peramelemorphia) |
|  |                                    |

|  | ноториктоподібні (Notoryctemorphia)                                                                  |
|  | |
|  | \| \| кволоподібні (Dasyuromorphia) \| \| \| \| \| \| бандикутоподібні (Peramelemorphia) \| \| \| \| |
|  | |
|  | кволоподібні (Dasyuromorphia)                                                                        |
|  | |
|  | бандикутоподібні (Peramelemorphia)                                                                   |
|  | |

|  | кволоподібні (Dasyuromorphia)      |
|  |                                    |
|  | бандикутоподібні (Peramelemorphia) |
|  |                                    |

|  | ноториктоподібні (Notoryctemorphia)                                                                  |
|  | |
|  | \| \| кволоподібні (Dasyuromorphia) \| \| \| \| \| \| бандикутоподібні (Peramelemorphia) \| \| \| \| |
|  | |
|  | кволоподібні (Dasyuromorphia)                                                                        |
|  | |
|  | бандикутоподібні (Peramelemorphia)                                                                   |
|  | |

|  | кволоподібні (Dasyuromorphia)      |
|  |                                    |
|  | бандикутоподібні (Peramelemorphia) |
|  |                                    |

|  | ноториктоподібні (Notoryctemorphia)                                                                  |
|  | |
|  | \| \| кволоподібні (Dasyuromorphia) \| \| \| \| \| \| бандикутоподібні (Peramelemorphia) \| \| \| \| |
|  | |
|  | кволоподібні (Dasyuromorphia)                                                                        |
|  | |
|  | бандикутоподібні (Peramelemorphia)                                                                   |
|  | |

|  | кволоподібні (Dasyuromorphia)      |
|  |                                    |
|  | бандикутоподібні (Peramelemorphia) |
|  |                                    |

|  | ноториктоподібні (Notoryctemorphia)                                                                  |
|  | |
|  | \| \| кволоподібні (Dasyuromorphia) \| \| \| \| \| \| бандикутоподібні (Peramelemorphia) \| \| \| \| |
|  | |
|  | кволоподібні (Dasyuromorphia)                                                                        |
|  | |
|  | бандикутоподібні (Peramelemorphia)                                                                   |
|  | |

|  | кволоподібні (Dasyuromorphia)      |
|  |                                    |
|  | бандикутоподібні (Peramelemorphia) |
|  |                                    |

|  | ноториктоподібні (Notoryctemorphia)                                                                  |
|  | |
|  | \| \| кволоподібні (Dasyuromorphia) \| \| \| \| \| \| бандикутоподібні (Peramelemorphia) \| \| \| \| |
|  | |
|  | кволоподібні (Dasyuromorphia)                                                                        |
|  | |
|  | бандикутоподібні (Peramelemorphia)                                                                   |
|  | |

|  | кволоподібні (Dasyuromorphia)      |
|  |                                    |
|  | бандикутоподібні (Peramelemorphia) |
|  |                                    |

|  | ноториктоподібні (Notoryctemorphia)                                                                  |
|  | |
|  | \| \| кволоподібні (Dasyuromorphia) \| \| \| \| \| \| бандикутоподібні (Peramelemorphia) \| \| \| \| |
|  | |
|  | кволоподібні (Dasyuromorphia)                                                                        |
|  | |
|  | бандикутоподібні (Peramelemorphia)                                                                   |
|  | |

|  | кволоподібні (Dasyuromorphia)      |
|  |                                    |
|  | бандикутоподібні (Peramelemorphia) |
|  |                                    |

|  | ноториктоподібні (Notoryctemorphia)                                                                  |
|  | |
|  | \| \| кволоподібні (Dasyuromorphia) \| \| \| \| \| \| бандикутоподібні (Peramelemorphia) \| \| \| \| |
|  | |
|  | кволоподібні (Dasyuromorphia)                                                                        |
|  | |
|  | бандикутоподібні (Peramelemorphia)                                                                   |
|  | |

|  | кволоподібні (Dasyuromorphia)      |
|  |                                    |
|  | бандикутоподібні (Peramelemorphia) |
|  |                                    |

|  | ноториктоподібні (Notoryctemorphia)                                                                  |
|  | |
|  | \| \| кволоподібні (Dasyuromorphia) \| \| \| \| \| \| бандикутоподібні (Peramelemorphia) \| \| \| \| |
|  | |
|  | кволоподібні (Dasyuromorphia)                                                                        |
|  | |
|  | бандикутоподібні (Peramelemorphia)                                                                   |
|  | |

|  | кволоподібні (Dasyuromorphia)      |
|  |                                    |
|  | бандикутоподібні (Peramelemorphia) |
|  |                                    |

|  | ноториктоподібні (Notoryctemorphia)                                                                  |
|  | |
|  | \| \| кволоподібні (Dasyuromorphia) \| \| \| \| \| \| бандикутоподібні (Peramelemorphia) \| \| \| \| |
|  | |
|  | кволоподібні (Dasyuromorphia)                                                                        |
|  | |
|  | бандикутоподібні (Peramelemorphia)                                                                   |
|  | |

|  | кволоподібні (Dasyuromorphia)      |
|  |                                    |
|  | бандикутоподібні (Peramelemorphia) |
|  |                                    |

|  | ноториктоподібні (Notoryctemorphia)                                                                  |
|  | |
|  | \| \| кволоподібні (Dasyuromorphia) \| \| \| \| \| \| бандикутоподібні (Peramelemorphia) \| \| \| \| |
|  | |
|  | кволоподібні (Dasyuromorphia)                                                                        |
|  | |
|  | бандикутоподібні (Peramelemorphia)                                                                   |
|  | |

|  | кволоподібні (Dasyuromorphia)      |
|  |                                    |
|  | бандикутоподібні (Peramelemorphia) |
|  |                                    |

|  | ноториктоподібні (Notoryctemorphia)                                                                  |
|  | |
|  | \| \| кволоподібні (Dasyuromorphia) \| \| \| \| \| \| бандикутоподібні (Peramelemorphia) \| \| \| \| |
|  | |
|  | кволоподібні (Dasyuromorphia)                                                                        |
|  | |
|  | бандикутоподібні (Peramelemorphia)                                                                   |
|  | |

|  | кволоподібні (Dasyuromorphia)      |
|  |                                    |
|  | бандикутоподібні (Peramelemorphia) |
|  |                                    |

|  | ноториктоподібні (Notoryctemorphia)                                                                  |
|  | |
|  | \| \| кволоподібні (Dasyuromorphia) \| \| \| \| \| \| бандикутоподібні (Peramelemorphia) \| \| \| \| |
|  | |
|  | кволоподібні (Dasyuromorphia)                                                                        |
|  | |
|  | бандикутоподібні (Peramelemorphia)                                                                   |
|  | |

|  | кволоподібні (Dasyuromorphia)      |
|  |                                    |
|  | бандикутоподібні (Peramelemorphia) |
|  |                                    |

### старі класифікації
див. Багаторізцеві сумчасті (Polyprotodontia = Didelphidae + Dasyuridae + Peramelidae)

### Відомі представники
Кенгурові — одні з найвідоміших представників цього підкласу.
До цієї групи також входять вомбати, посуми та їхні не-австралійські родичі: опосуми, тасманійські дияволи та інші.

### Сумчасті однопрохідні
Представники суміжної ще примітивнішої групи ссавців — (Єхидна та качконіс — також мають сумку, але, на відміну від інших сучасних ссавців, вони відкладають яйця. До сумчастих вони не належать, а належать до окремого підкласу однопрохідних).

## Народження та розвиток

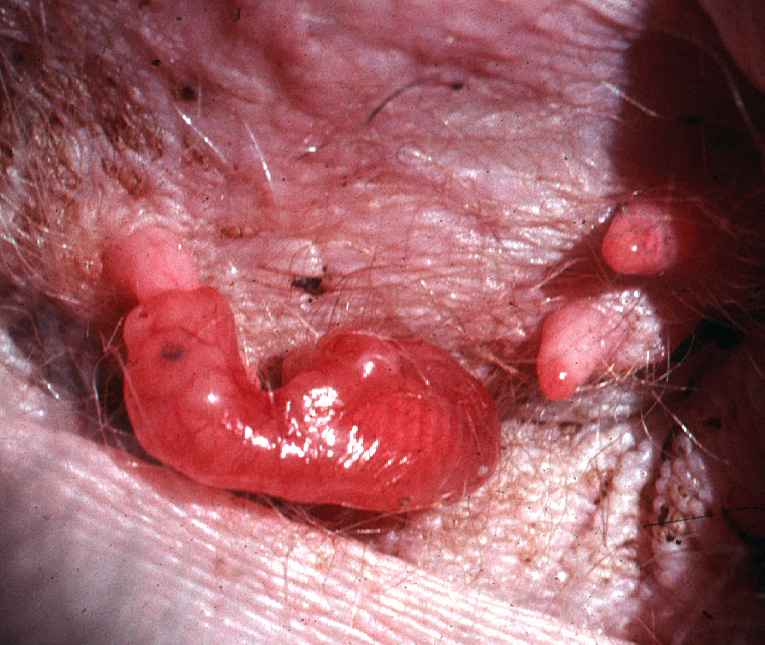
Новонароджений кенгуру на соску всередині сумки

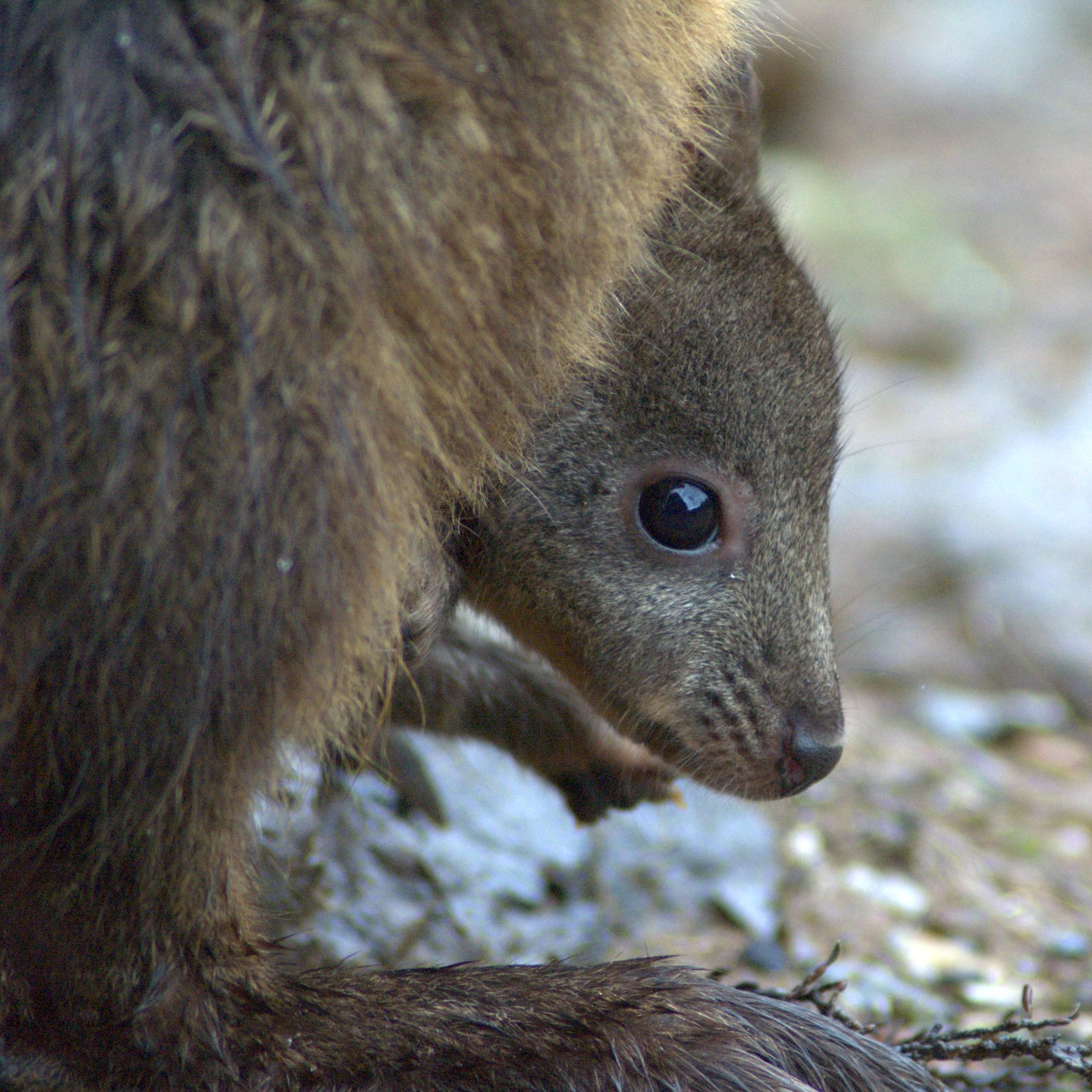
Маля виглядає на світ

Під час народження малюк ще сліпий, несформований та без хутра, але знаходить дорогу до сумки та приліплюється до соска. З часом він розвивається, та через кілька місяців, вкритий хутром, вже здатний вистрибувати та навіть додавати «дорослу» їжу до молока. В деяких тварин мати в цей час вже може вигодовувати наступного малюка. В цьому разі її організм виробляє різне молоко для дітей на різних стадіях розвитку.

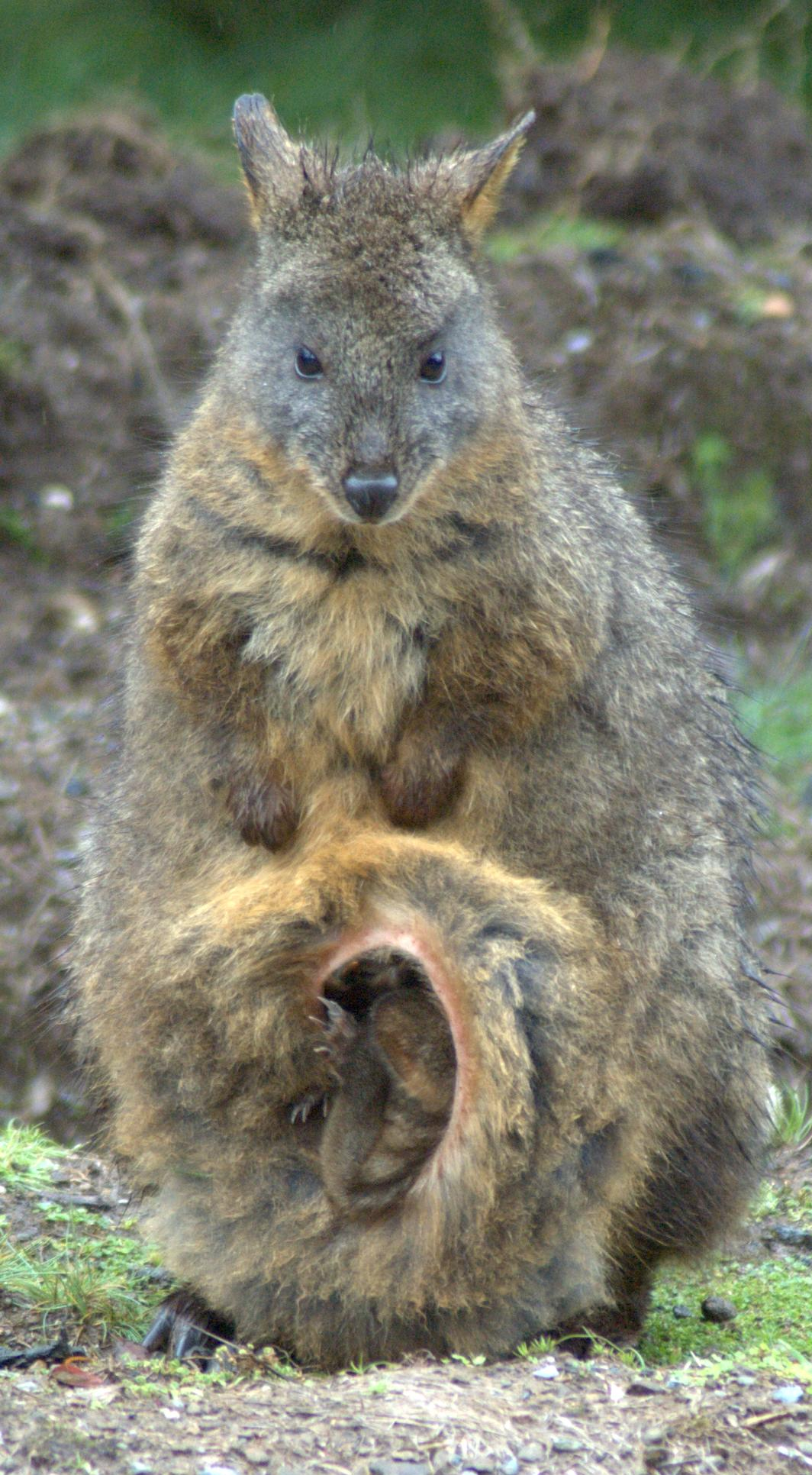
Зверніть увагу на широко розкриту сумку

## Сумка
Вхід в сумку оточений м'язом, схожим на м'яз людського сфінктера. Мати може міцно закрити або широко відкрити сумку. Під час небезпеки, наприклад, сумку може бути закрито, якщо мати ховається, або сподівається втекти. І навпаки, коли переслідувач (наприклад, людина на всюдиході) наближається, кенгуру може виштовхнути дитину, полегшуючи собі порятунок. Коли небезпека минає, мати може повернутися шукати малюка.
Розмноження сумчастих відбувається від одного до декількох разів на рік. Дитинчата народжуються недорозвиненими. Відразу після народження в сумці вони підвішуються до сосків, і харчуються материнським молоком до двох місяців. Із сумки дитинчата виходять через 7–8 місяців.
На відміну від більшості інших, сумка вомбата розчиняється назад, оскільки вомбати живуть у виритих норах. У таку сумку попадає менше бруду.

## Сумчасті та автомобілі
Досить часто тварини гинуть на дорогах Австралії. Гуманна традиція вимагає від водія перевірити сумку вбитої тварини. Якщо малюк цілий, та вже має хутро, то його легко врятувати. Керуючись інстинктом, він сам стрибне в будь-яку сумку понижену до рівня, де була б сумка матері. Годувати його можна звичайним молоком корови, але без лактози, від якої він може втратити зір. Після кількох місяців таку тварину випускають.
Труп також не слід залишати на дорозі, а треба віднести вбік. Інакше хижаки, що харчуються ним (тасманійський диявол, наприклад), можуть, своєю чергою, загинути під ще чиїмись колесами.